# Nikola & Fattiglapparna
Nikola & Fattiglapparna är Nikola Sarcevics tredje soloalbum, utgivet 3 mars 2010 på Stalemate Music. Skivan är hans första på svenska.

## Låtlista
Alla låtar är skrivna av Nikola Sarcevic.
1. "Bocka av"
2. "Mitt Örebro"
3. "Tro"
4. "Sämre lögnare"
5. "Tappa tempo"
6. "På väg"
7. "Kommunicera"
8. "Det mesta talar nog för att vi kommer skiljas"
9. "Hemstad"
10. "Upp på Tybble torg"
11. "Utan dig"

## Personal
- Niklas Bäcklund - flöjt
- Richard Harrysson - trummor, slagverk
- Fredrik Landh - bakgrundssång
- Martin Landh - dragspel, flugelhorn
- Peter Nygren - piano
- Clas Olofsson - akustisk gitarr, flugelhorn
- Nikola Sarcevic - sång, gitarr, munspel
- Henrik Wind - elgitarr, akustisk gitarr, lapsteel, bas, banjo, piano, orgel, cembalo, vibrafon, munspel, bakgrundssång

## Mottagande
Skivan snittar på 2,9/5 på Kritiker.se, baserat på fem recensioner.

## Listplaceringar
| Lista (2010) | Topplacering |
| ------------ | ------------ |
| Sverige      | 34           |

### Fotnoter
1. 1 2  ”Roll Roll and Flee”. Nikola Sarcevic. Arkiverad från originalet den 10 januari 2013. https://web.archive.org/web/20130110053858/http://nikolasarcevic.com/start/?page_id=19. Läst 14 april 2012.
2. ↑  ”Nikola & Fattiglapparna”. Kritiker.se. https://kritiker.se/skivor/nikola-sarcevic/nikola-fattiglapparna/. Läst 14 april 2012.
3. ↑  Placeringar på den svenska albumlistan